# Carlo Agostino Fabroni
Carlo Agostino Fabroni (né le 28 août 1651 à Pistoia en Toscane et mort le 19 septembre 1727 à Rome) est un cardinal italien du XVIIIe siècle. Il est un cousin des cardinaux Giacomo Rospigliosi (1667) et Felice Rospigliosi (1673).

## Biographie
Carlo Agostino Fabroni exerce des fonctions au sein de la Curie romaine, notamment comme secrétaire de la Congrégation de la Propaganda Fide, comme référendaire du tribunal suprême de la Signature apostolique.
Le pape Clément XI le crée cardinal  lors du consistoire du 17 mai 1706. Le cardinal Fabroni est considéré comme le quasi autore de la constitution papale Unigenitus de 1713. En 1715-1716 il est camerlingue du Sacré Collège et nommé préfet de la Congrégation de l'Index en  1716. Le cardinal Fabroni participe  au conclave de 1721 (élection d'Innocent XIII) et  à celui de 1724 (élection de Benoît XIII). Il offre sa large collection de livres en 1726 à la bibliothèque Fabroniana à Pistoia.

### Sources
- Fiche du cardinal sur le site de la FIU